# Sarah Escobar
Sarah Escobar (Nueva Jersey, Estados Unidos, 1 de febrero del 2002), es una esquiadora, ecuatoriana-estadounidense, que compite para Ecuador.

## Biografía
Es hija de padres ecuatorianos Fabián y Eleana Escobar, quienes emigraron a los Estados Unidos, para encontrar días mejores para ellos.

### Primeros años y educación
Aprendió a esquiar desde los 3 años atraída por la versatilidad que mostraba su hermano mayor. Estudia Política y Psicología en el Saint Michael’s College, en Vermont

### Carrera Deportiva
Con nueve años empezó a competir en Nueva Jersey, el estado donde reside, y al poco tiempo ingresó en la Academia Waterville Valley en el estado de Nueva Hampshire para continuar su formación. Fue así como logró la clasificación para Lausana 2020, donde compitió en cuatro disciplinas (eslalon, eslalon gigante, supergigante y combinada).

#### Juegos Olímpicos de Pekín 2022
Compitió en la prueba de eslalon gigante, donde no pudo continuar hacia la fase final, debido a una caída, el cual la ganadora fue la sueca, Sara Hector, quien se impuso con un tiempo acumulado de 1:55.69. La plata fue para Federica Brignone (Italia) y el bronce para Lara Gut-Behrami (Suiza).